# Cecilia Davies (Politikerin)
Cecilia Davies (geboren vor 1946) ist eine gambische Politikerin. Sie gehörte der Volksgruppe der Aku an und war eine der ersten Frauen in Gambia, die sich in politischen Gremien engagierten.
1943 wurde sie auf Wunsch der Kolonialregierung als eine von zwei Frauen (neben Mary Ellen Faye) durch das Bathurst Advisory Town Council in dasselbe berufen, da die Kolonialregierung spezifisch auch weibliche Stimmen zu Bauplänen in Kombo St. Mary wünschte. Davies war jedoch kein vollgültiges Mitglied des Ausschusses.
1946 war sie gemeinsam mit Hannah Forster die erste Frau, die in eine gambische Legislative gewählt wurde. Die beiden setzten sich im Oktober des Jahres in der gambischen Hauptstadt bei den Wahlen zum Bathurst Town Council (dem Vorgänger des heutigen Banjul City Council) im Bezirk Soldier Town Ward im Zentrum der Stadt gegen acht männliche Kandidaten durch.